# Heliocentrismo

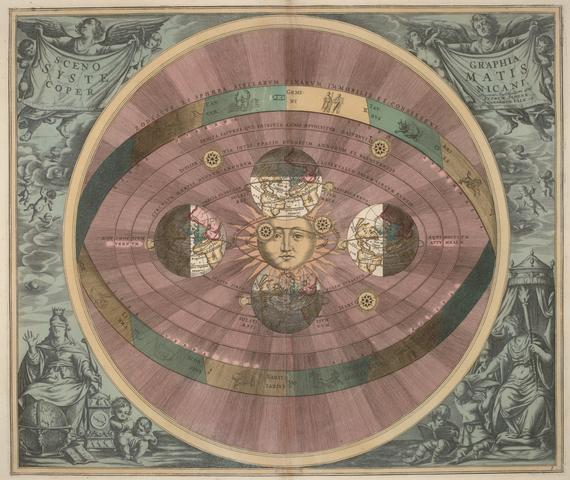
Universo heliocêntrico

Na astronomia, heliocentrismo é a teoria que coloca o Sol, em sua apresentação inicial, estacionário no centro do universo; ou em sentido estrito, situado aproximadamente no centro do Sistema Solar, no caso do heliocentrismo renascentista. A palavra vem do grego (ήλιος Helios = sol e κέντρον kentron = centro).
Historicamente, o heliocentrismo era oposto ao geocentrismo, que colocava a Terra no centro do universo. Apesar de as discussões da possibilidade do heliocentrismo datarem da Antiguidade Clássica, somente 1 800 anos mais tarde, no século XVI, o tema ganhou notoriedade explícita ao suscitar e estabelecer o divórcio entre o pensamento dogmático religioso e o pensamento científico; a ele e ao julgamento de Galileu Galilei perante a Inquisição remontando as origens da ciência em acepção moderna. Àquela época, o matemático e astrônomo polonês Nicolau Copérnico foi o primeiro a apresentar um modelo matemático preditivo consistente e completo de um sistema heliocêntrico. Ainda sem a acurada precisão e um pouco confuso, contudo, o modelo de Copérnico foi mais tarde reestruturado, expandido e aprimorado por Johannes Kepler. A explicação física causal para o modelo de Kepler foi fornecida por Isaac Newton via lei da gravitação universal, sendo o modelo então estabelecido de grande valia até hoje.
Todos os cálculos necessários ao lançamento de satélites e veículos espaciais fundamentam-se, até hoje, nos conhecimentos acerca do heliocentrismo estabelecidos à época de Galileu, Kepler e Newton.

## Desenvolvimento do heliocentrismo

Heliocentrismo (painel inferior) em comparação com o modelo geocêntrico (painel superior)

Para qualquer um que se coloque em pé e observe o céu, parece claro que a Terra permanece em seu lugar enquanto que tudo no céu nasce e se põe ou dá a volta uma vez por dia. Observações feitas por tempos mais longos apresentam movimentos mais complicados. O Sol descreve um círculo lentamente pelo curso de um ano, os planetas possuem movimentos similares, mas algumas vezes eles movem-se na direção oposta, em um movimento retrógrado.
Conforme aumentou a compreensão destes movimentos, eles exigiam descrições cada vez mais elaboradas, a mais famosa foi o sistema ptolemaico (geocentrismo), formulado no século II, que, apesar de considerado incorreto atualmente, ainda servia para calcular a posição correta dos planetas com um grau moderado de precisão, apesar da exigência de Ptolemeu que epiciclos não fossem excêntricos causassem problemas desnecessários para os movimentos de Marte e especialmente Mercúrio. O próprio Ptolomeu, em seu Almagesto, apontou que qualquer modelo para descrever o movimento dos planetas era apenas um dispositivo matemático e, como não havia forma de saber qual era verdadeiro, o modelo mais simples que obtivesse os números corretos deveria ser usado; entretanto, ele mesmo escolheu o modelo geocêntrico epicíclico e em seu trabalho principal, "Hipótese Planetária", tratou seus modelos como suficientemente reais para que as distâncias da Lua, Sol, planetas e estrelas fossem determináveis tratando as esferas celestiais das órbitas como realidades contíguas. Isto fazia com que a distância das estrelas fosse menor que 20 unidades astronômicas — um retrocesso na ciência já que o esquema heliocêntrico de Aristarco de Samos já havia, séculos antes, necessariamente colocando as estrelas a pelo menos duas ordens de magnitude mais distantes.

### Discussões filosóficas
Argumentos filosóficos do heliocentrismo envolvem declarações genéricas de que o Sol, orbitado por alguns ou todos os planetas,  está no centro do Universo, e os argumentos que sustentam essas alegações. Essas ideias podem ser encontradas em textos sânscritos, gregos, árabes e latinos. Poucas destas fontes originais, entretanto, desenvolveram alguma técnica para calcular qualquer consequência observacional de suas ideias heliocêntricas.

#### Índia Antiga
De acordo com Dick Teresi, os primeiros traços da ideia contra-intuitiva de que era a Terra que estava se movendo e que o Sol estava no centro do sistema solar são encontrados em textos védicos e pós-védicos como o Shatapatha Brahmana, que tinha, de acordo com Subhash Kak:
| “ | "O sol está estacionado pela eternidade, no meio do dia. [...] Do sol, que está sempre em um e o mesmo lugar, não há nem nascer nem poente." | ” |

A interpretação de Kak é que isto significa que o Sol está estacionário, portanto a Terra está se movendo em torno do mesmo. O texto astronômico de Yajnavalkya, Shatapatha Brahmana (8.7.3.10) declara que 
| “ | O sol prende estes mundos - a terra, os planetas, a atmosfera - a si mesmo em uma linha. | ” |

 Yajnavalkya reconhecia que o Sol era muito maior que a Terra, o que pode ter influenciado seu conceito heliocêntrico. Ele mediu de forma precisa as distâncias da Terra ao Sol e à Lua como 108 vezes o diâmetro destes corpos celestiais, um valor bastante próximo dos valores modernos de 107,6 para o Sol e 110,6 para a Lua.

#### Grécia Antiga

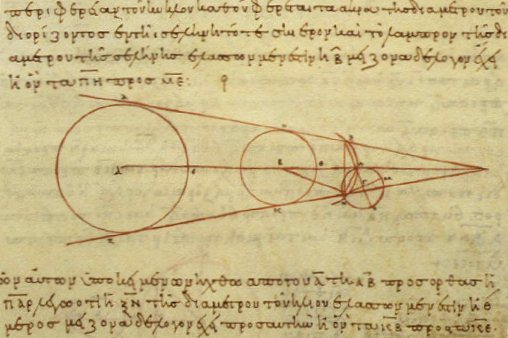
Cálculos de Aristarco, no século III a.C., dos tamanhos relativos da Terra, Sol e Lua
Desenho a partir de uma cópia grega do século X

No século IV a.C., Aristóteles escreveu que:
"No centro, eles [os pitagóricos] dizem, há fogo, e a Terra é uma das estrelas, criando noite e dia pelo seu movimento circular em torno do centro." Aristóteles - Sobre o Céu, Livro Dois, Capítulo 13
As razões para esta localização eram filosóficas, baseados nos quatro elementos, em vez de científicos. O fogo era mais precioso que a terra na opinião dos pitagóricos, e por este motivo o fogo deveria estar no centro. Entretanto, o "Fogo Central" não é o Sol. Os pitagóricos acreditavam que o Sol orbitava o Fogo Central junto com tudo o mais. Aristóteles rejeitava este argumento e advogava o geocentrismo.
Heráclides do Ponto (século IV a.C.) explicou o movimento diário aparente da esfera celestial pela rotação da Terra.
Aristarco de Samos
A primeira pessoa a apresentar um argumento para o sistema heliocêntrico, entretanto, foi Aristarco de Samos (c. 270 a.C.). Como Eratóstenes, Aristarco calculou o tamanho da Terra, e mediu tamanho e distância da Lua e do Sol, em um tratado que sobreviveu à passagem do tempo. A partir de suas estimativas, ele concluiu que o Sol era seis ou sete vezes mais largo que a Terra e portanto centenas de vezes mais volumoso.
Seus escritos sobre o sistema heliocêntrico se perderam, mas alguma informação é conhecida a partir de descrições que sobreviveram e de comentários de críticos contemporâneos, como Arquimedes. Já foi sugerido que seu cálculo do tamanho relativo da Terra e o Sol levou Aristarco a concluir que fazia mais sentido que a Terra estivesse se movendo do que o enorme Sol estar se movendo em seu entorno. Apesar do texto original ter sido perdido, uma referência no livro de Arquimedes, O Contador de Areias descreve outro trabalho de Aristarco em que ele avançou uma hipótese alternativa do modelo heliocêntrico. Escreveu Arquimedes:
O rei Gelon sabe que 'universo' é o nome dado pela maioria dos astrônomos à esfera ao centro da qual está a Terra, e seu raio é igual à linha reta entre o centro do Sol e o centro da Terra. É esta a noção comum que você ouviu dos astrônomos. Mas Aristarco escreveu um livro consistindo de certas hipóteses, onde, aparentemente, como consequência das suposições feitas, que o universo é muitas vezes maior que o 'universo' mencionado acima. Suas hipóteses são que as estrelas fixas e o Sol permanecem imóveis, que a Terra gira em torno do Sol na circunferência de um círculo, com o Sol no meio da órbita, e que a esfera de estrelas fixas, situada com o centro no mesmo do Sol, é tão grande que o círculo em que ele supõe a Terra se move tem uma proporção ao centro das estrelas fixas como o centro da esfera a sua superfície.
Aristarco, portanto, acreditava que as estrelas estavam muito distantes, e via isto como a razão pela qual não havia uma paralaxe visível, ou seja, um movimento observável das estrelas relativas uma às outras conforme a Terra orbitava o Sol. As estrelas estão de fato muito mais longe que a distância que era imaginada nos tempos antigos, e é esta a razão pela qual a paralaxe estelar só é detectável com telescópios.
Arquimedes dizia que Aristarco fez a distância das estrelas maior, sugerindo que ele estava respondendo a objeção natural que o heliocentrismo requer oscilações de paralaxe estelar. Aparentemente ele concordou com este ponto, mas colocou as estrelas muito distantes para tornar o movimento paralático invisivelmente minúsculo. Desta forma o heliocentrismo abriu o caminho para a percepção de que o universo era muito maior que o que o geocentrismo ensinava.
Seleuco de Selêucia

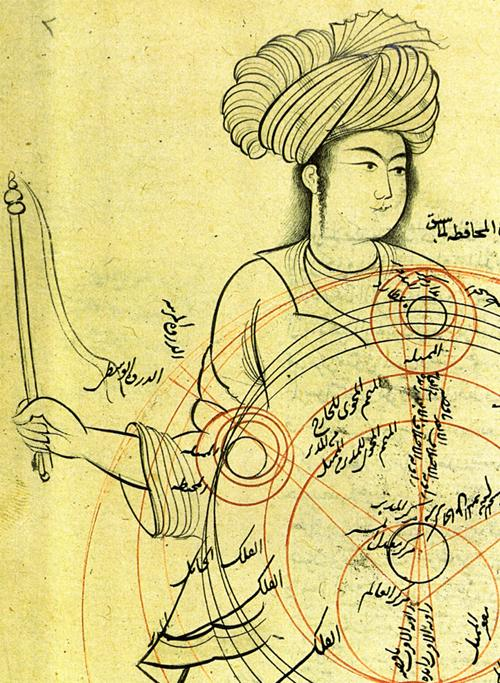
Cobadim de Xiraz, no século XIII, discutiu se o heliocentrismo era possível

Deve ser notado que Plutarco menciona os "seguidores de Aristarco" de passagem, então é provável que houve outros astrônomos no período clássico que também desposaram o heliocentrismo cujo trabalho está agora perdido para nós. Entretanto, o único outro astrônomo da antiguidade que é conhecido pelo nome que sabe-se ter apoiado o modelo heliocêntrico de Aristarco de Samos foi Seleuco de Selêucia, um astrônomo mesopotâmico que viveu um século após Aristarco. Seleuco adotou o sistema heliocêntrico de Aristarco e diz-se que ele havia provado a teoria heliocêntrica. De acordo com Bartel Leendert van der Waerden, Seleuco pode ter provado a teoria heliocêntrica determinando as constantes de um modelo geométrico para a teoria heliocêntrica e desenvolvendo métodos para computar posições planetárias usando este modelo. Ele pode ter usado métodos trigonométricos primitivos que estavam disponíveis em sua época, já que era contemporâneo de Hiparco. Um fragmento de um trabalho de Seleuco, que apoiava o modelo heliocêntrico de Aristarco no século II a.C. sobreviveu em uma tradução árabe, que foi referido por Rasis (n. 865).

#### Mundo Católico
Houve algumas especulações ocasionais sobre o heliocentrismo, na Europa, antes de Nicolau Copérnico. Na Cartago Romana, Marciano Capela (século V) expressou a opinião que os planetas Vênus e Mercúrio não orbitavam a Terra, mas em vez disso circulavam o Sol. Copérnico mencionou-o como uma influência de seu próprio trabalho.
Durante o final da Idade Média, o bispo Nicole d'Oresme discutiu a possibilidade da Terra girar em seu eixo, enquanto o cardeal Nicolau de Cusa em seu A Douta Ignorância perguntou se havia qualquer razão para afirmar que o Sol (ou qualquer outro ponto) era o centro do Universo. Em paralelo a uma definição mística de Deus, Cusa escreveu que "assim o tecido do mundo (machina mundi) quasi terá seu centro em todo lugar e a circunferência em lugar nenhum".